# Бютт (Аляска)
Бютт (англ. Butte) — переписна місцевість (CDP) в США, в окрузі Матануска-Сусітна штату Аляска. Населення — 3589 осіб (2020).

## Географія
Бютт розташований за координатами 61°32′56″ пн. ш. 148°59′0″ зх. д. / 61.54889° пн. ш. 148.98333° зх. д. (61.548883, -148.983285).  За даними Бюро перепису населення США в 2010 році переписна місцевість мала площу 90,32 км², з яких 87,53 км² — суходіл та 2,79 км² — водойми.

## Демографія
Згідно з переписом 2010 року, у переписній місцевості мешкало 3246 осіб у 1205 домогосподарствах у складі 869 родин. Густота населення становила 36 осіб/км².  Було 1304 помешкання (14/км²).
Расовий склад населення:
| - 90,4 % — білих - 4,3 % — корінних американців - 0,6 % — азіатів - 0,3 % — чорних або афроамериканців - 0,2 % — вихідців з тихоокеанських островів |

До двох чи більше рас належало 4,0 %. Частка іспаномовних становила 3,1 % від усіх жителів.
За віковим діапазоном населення розподілялося таким чином: 26,2 % — особи молодші 18 років, 62,7 % — особи у віці 18—64 років, 11,1 % — особи у віці 65 років та старші. Медіана віку мешканця становила 40,6 року. На 100 осіб жіночої статі у переписній місцевості припадало 103,0 чоловіків;  на 100 жінок у віці від 18 років та старших — 105,3 чоловіків також старших 18 років.
Середній дохід на одне домашнє господарство  становив 90 337 доларів США (медіана — 81 875), а середній дохід на одну сім'ю — 97 869 доларів (медіана — 88 077). Медіана доходів становила 68 125 доларів для чоловіків та 46 182 долари для жінок. За межею бідності перебувало 9,6 % осіб, у тому числі 11,9 % дітей у віці до 18 років та 2,5 % осіб у віці 65 років та старших.
Цивільне працевлаштоване населення становило 1832 особи. Основні галузі зайнятості: освіта, охорона здоров'я та соціальна допомога — 24,4 %, будівництво — 12,3 %, роздрібна торгівля — 10,3 %, публічна адміністрація — 9,8 %.